# (43908) Hiraku
(43908) Hiraku est un astéroïde de la ceinture principale.

## Description
(43908) Hiraku est un astéroïde de la ceinture principale. Il fut découvert le 21 novembre 1995 à Nanyo par Tomimaru Okuni. Il présente une orbite caractérisée par un demi-grand axe de 2,46 UA, une excentricité de 0,10 et une inclinaison de 8,4° par rapport à l'écliptique.

## Compléments